# Thunderbirds Are Coming Out
"Thunderbirds Are Coming Out" is een single van de Australische band TISM. De tekst van het lied is gebaseerd op de Britse supermarionationserie Thunderbirds. Verder is het nummer bekend van het feit dat in de bijbehorende videoclip 30 bands meespelen.
De single kwam uit in oktober 1998 en hoort bij het album www.tism.wanker.com.

## Lied
De muziek van de single is gebaseerd op een muziekstuk genaamd Power Drive, dat werd gebruikt in de Australische dramaserie Division 4.
Het lied gaat over een tiener die in opstand komt tegen zijn ouders en daarom uren door moet brengen in zijn kamer. Hij ziet op den duur de Thunderbirds op televisie en is onder de indruk. Hij laat zich inspireren door hun verschijning, maar merkt op dat er minder met hen aan de hand is dan op het eerste gezicht lijkt. Vanaf dat moment richt hij zich op verschillende clichés van het tienerleven.

## Videoclip
De videoclip voor Thunderbirds are Coming Out werd geregisseerd door Craig Melville en bevat 30 Australische bands naast TISM zelf. Allemaal treden ze live op. De opnames vonden plaats op 11 oktober 1998. In totaal waren er zes takes nodig om de clip op te nemen.
De bands die in de clip meespelen zijn:
- Snubrocket
- The Sex Bombs
- Piffen Yonnies
- Dynamo & the Hornosexuals
- Fee Foe Fum
- Blood Duster
- Acetylene
- Funk X-Plosion
- Big Marble E-Fect
- Westgarth
- Busy Fingers
- GIT
- Cyclone Tracy
- Libido in a Bottle
- The Shine
- 28 Days
- Ringwood Secondary College Choir & Orchestra
- Webster
- Where's Bec?
- Fatty Cramps
- Klinger
- Hyperno Way
- New Waver
- Ruby Doomsday
- Zoot Ax
- Tiltmeter
- 20 Minutes
- Phone Sex Radio
- Guanomite
- Mach Pelican
- TISM

## Tracklist
1. "Thunderbirds Are Coming Out (5! 4! 3! 2! 1! Mix)"
2. "Untz (Originele versie)"
3. "I Go Off"

## Trivia
- Volgens regisseur Craig Melville speelt Blair McDonough, bekend van Neighbours en Big Brother Australia, mee in de videoclip.[2]
- Een remix van de single werd gebruikt als titelsong voor BackBerner.